# 口湖下寮萬善同歸塚
口湖下寮萬善同歸塚位於雲林縣口湖鄉下崙村下寮仔北邊，為一座埋葬多位於清領時期1845年因風災而罹難先民之萬善同歸墓塚。

## 歷史
據傳1845年（清治道光二十五年）颶風由西南捲向東北，連續大雨造成海水倒灌，造成多人罹難，濱海村落淹斃之浮屍均漂流至下寮及五塊厝（今三條崙附近），到處屍橫遍野，罹難者不是全家遇難不然就是已無法辨識，待官兵收拾後，在今祠堂後挖掘一大坑集體埋葬，後又發現當初未尋獲屍骨，遂裝入骨罈合葬。1852年（清治咸豐二年）重修大墳，在骨罈上用石灰封抹成一纍纍小丘，並豎一「萬善同歸」石碑，建廟奉祀。
1914年（日治大正三年）另一處收埋罹難先人屍骨之墳因海水侵襲，故將之移葬於此，除仿大墳做成一壘壘墓丘，並另建一新廟。
爾後又陸續尋獲多具遺骸亦埋葬於此。

## 軼聞
據鄉人描述，每次數墓塚數量都無法算清楚，每個人數的結果也都不同，相當奇特。

## 活動
被指定為國家重要民俗與雲林縣無形文化資產的口湖牽水藏也是紀念此一事件的祭祀儀式。

## 外部連結
- 口湖下寮萬善同歸塚 - 雲林縣政府文化處
- 口湖下寮萬善同歸塚 - 文化部文化資產局（页面存档备份，存于）